# Entisol

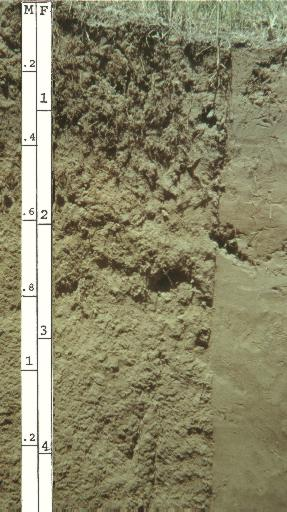
Entisol

Een Entisol is een van de 12 bodemtypes op het hoogste niveau (orders) in de Amerikaanse bodemclassficatie (USDA Soil Taxonomy). Het zijn meestal jonge bodems waarin nog weinig bodemvorming heeft plaatsgevonden. Een bodemprofiel met duidelijk te onderscheiden bodemhorizonten is nog niet ontwikkeld. De bodem bestaat voornamelijk uit nauwelijks veranderd moedermateriaal, ongeconsolideerde sedimenten of verweerd gesteente. Het is na de Inceptisolen de meest voorkomende soil order op aarde; deze bodems beslaan ongeveer 16% van het niet door ijs bedekte landoppervlak. In de World Reference Base for Soil Resources (WRB) zijn entisolen te classificeren als Fluvisolen, Arenosolen, Leptosolen en Regosolen. In de Nederlandse bodemclassificatie komen ze overeen met de vaaggronden.

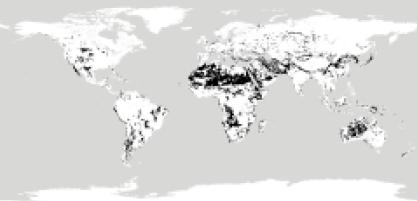
De verspreiding van entisolen.

De entisolen bestaan uit de volgende suborders:
- Wassents - Entisols die minstens 21 uur per dag onder water staan
- Aquents - Entisols met periodiek of continu een hoge grondwaterstand, zichtbaar als gleyverschijnselen
- Arents - bodems zonder duidelijke horizonten als gevolge van verstoring door menselijke activiteiten als ploegen, mijnbouw, wegenaanleg, etc.
- Psamments - zandige bodems, b.v. in duinen en stuifzanden
- Fluvents - Entisols in alluviale afzettingen, b.v. in rivierdalen
- Orthents - ondiepe bodems (op hellingen)

World Reference Base for Soil Resources: Acrisol · Alisol · Andosol · Anthrosol · Arenosol · Calcisol · Cambisol · Chernozem · Cryosol · Durisol · Ferralsol · Fluvisol · Gleysol · Gypsisol · Histosol · Kastanozem · Leptosol · Lixisol · Luvisol · Nitisol · Phaeozem · Planosol · Plinthosol · Podzol · Regosol · Retisol · Solonchak · Solonetz · Stagnosol · Technosol · Umbrisol · Vertisol

USDA Soil Taxonomy: Alfisol · Andosol · Aridisol · Entisol · Gelisol · Histosol · Inceptisol · Mollisol · Oxisol · Spodosol · Ultisol · Vertisol

Nederlandse bodemclassificatie: Veengronden · Podzolgronden · Brikgronden · Eerdgronden · Vaaggronden